# ニコライ・シフェルブラット
ニコライ・シフェルブラット（Nicolai Schifferblat, ロシア語: Николай Шиферблат; 1887年 – 1936年10月14日）は、ロシアの指揮者、ヴァイオリン奏者。近衛秀麿とともに、新交響楽団（現在のNHK交響楽団の前身）の指揮者を務めた。

## 生涯
ヴィリニュス（現在はリトアニア共和国の首都）出身。1906年、チフリス（現在はグルジアの首都トビリシ）音楽学校を卒業。その後、ドイツに留学してドレスデンでヘンリ・ペトリに、帰国後、サンクトペテルブルク音楽院でレオポルト・アウアーにヴァイオリンを師事した。音楽院卒業後、露都ナロードヌイ・ドーム管弦楽団のコンサートマスター、モスクワ交響楽団の独奏者兼コンサートマスターを務めた。
1925年に、日本の東京で開催された「日露交歓交響管弦楽大演奏会」にロシア側のメンバーとして参加し、首席コンサートマスターを務めた。なお、後にシフェルブラットの前任者として、新交響楽団の指揮者となるヨゼフ・ケーニヒも、次席コンサートマスターとして参加していた。
帰国後、モスクワ交響楽団の独奏者兼首席ヴァイオリニストに就任した。
1929年7月に新交響楽団（後のNHK交響楽団）の指揮者として招聘され再度来日。ヨゼフ・ケーニヒの後を継いで、1936年7月までその任を務めたが、1936年10月に喘息の発作のため東京五反田の自宅で急死した。
1937年3月には、新交響楽団が、後任のヨーゼフ・ローゼンシュトックの指揮でシフェルブラット追悼演奏会を行った。